# Alexei Sergejewitsch Smirnow
Alexei Sergejewitsch Smirnow (russisch Алексей Сергеевич Смирнов; englische Transkription: Alexei Sergeyevich Smirnov; * 28. Januar 1982 in Kalinin, Russische SFSR) ist ein ehemaliger russischer Eishockeyspieler, der im Verlauf seiner aktiven Karriere zwischen 1996 und 2015 vor allem in der Superliga und Wysschaja Hockey-Liga aktiv war, aber auch 56 Partien in der National Hockey League (NHL) für die Mighty Ducks of Anaheim absolvierte.

## Karriere
Smirnow spielte während seiner Juniorenzeit zunächst bei seinem Heimatverein THK Twer, anschließend im Nachwuchssystem des HK Dynamo Moskau. Im Jahr 1998 kam er bereits als 16-Jähriger in den Reservemannschaften des Teams in der zweitklassigen Wysschaja Liga zum Einsatz. Nachdem er im Frühjahr 1999 mit der russischen Junioren-Nationalmannschaft bei der U18-Junioren-Weltmeisterschaft den sechsten Platz belegt hatte, lieh ihn das Management Dynamos für die Saison 1999/2000 zurück an den damaligen Zweitligisten THK Twer aus. Dennoch kam er im Verlauf der Spielzeit auch zu seinem ersten Einsatz in der Superliga für die erste Mannschaft Dynamo Moskaus. Im Frühjahr 2000 spielte der Stürmer erneut bei der U18-Junioren-Weltmeisterschaft und hatte mit sieben Punkten in fünf Turnierspielen maßgeblichen Anteil am Gewinn der Silbermedaille. Davon sichtlich unterstützt, wählten ihn die Mighty Ducks of Anaheim als vierten Russen des NHL Entry Draft 2000 an zwölfter Gesamtstelle aus. Ein Jahr später zogen ihn die Spokane Chiefs beim CHL Import Draft in der ersten Runde als insgesamt 28. Spieler. Dort unterschrieb er jedoch keinen Vertrag.

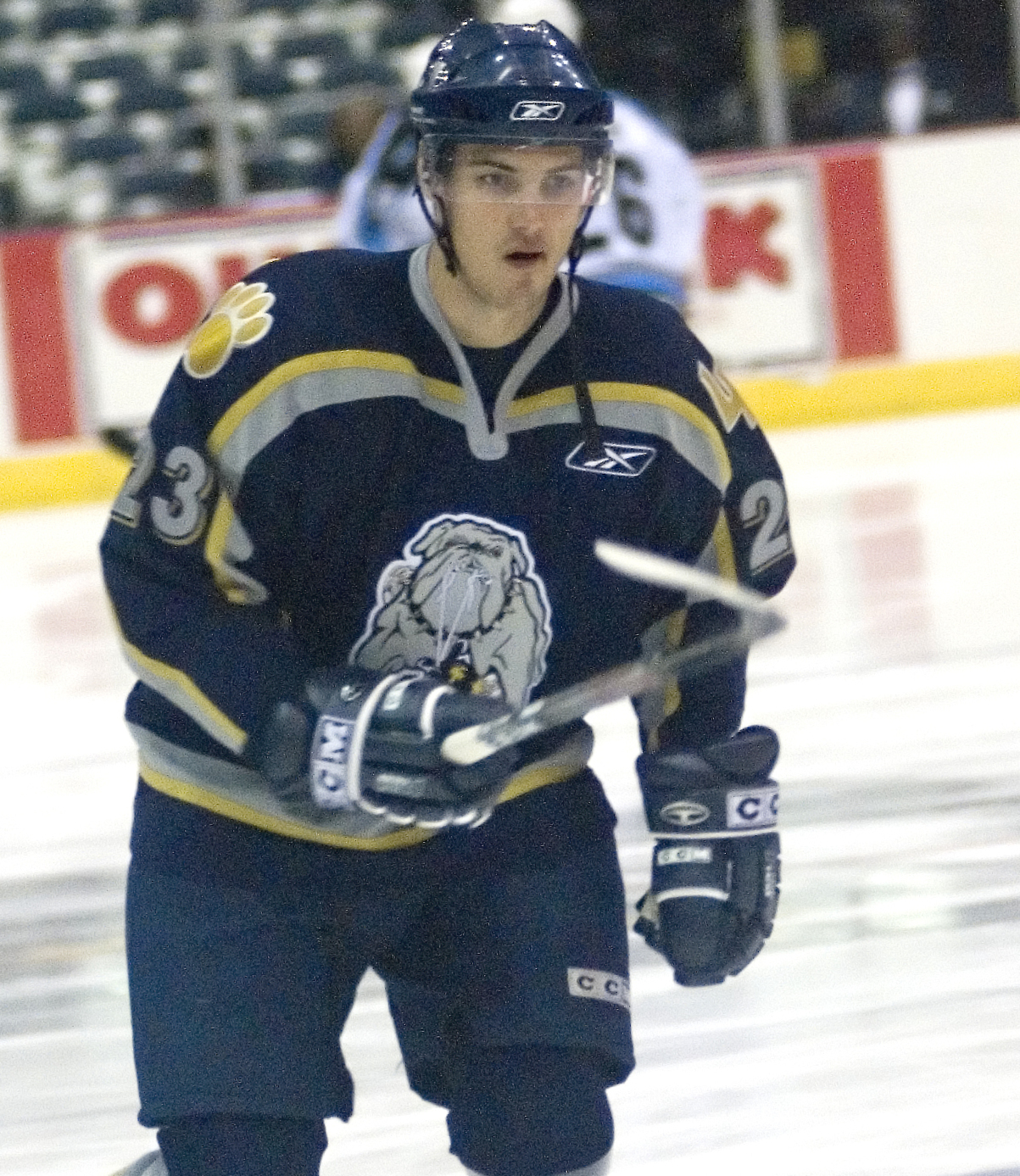
Smirnow im Trikot der Long Beach Ice Dogs (2007)

Bevor Smirnow im Sommer 2002 einen Zwei-Wege-Vertrag mit Gültigkeit für die National Hockey League sowie American Hockey League bei den Mighty Ducks of Anaheim unterschrieb  und nach Nordamerika wechselte, spielte er zwei weitere Jahre in Russland. Die Saison 2000/01 verbrachte er weiterhin bei Dynamo, ehe er für die Spielzeit 2001/02 zum Stadtrivalen und Armeeklub HK ZSKA Moskau wechselte. In seinem ersten Spieljahr in Anaheim absolvierte er 44 Partien und erzielte fünf Scorerpunkte. Parallel kam er auch im AHL-Farmteam, den Cincinnati Mighty Ducks, zum Einsatz und erreichte in 19 Begegnungen zehn Punkte. Auch in der folgenden Saison splitteten sich seine Einsätze zwischen der NHL und AHL auf, jedoch war er diesmal weitgehend für die Cincinnati Mighty Ducks im Einsatz. Dort konnte er mit lediglich 19 Punkten aus 51 Spielen die Erwartungen aber nicht erfüllen. Auch in der Saison 2004/05 spielte Smirnow in Cincinnati, da die NHL-Saison dem Lockout zum Opfer fiel. Nachdem seine Offensivproduktion abermals rückläufig war, wurde sein Vertrag im Sommer 2005 nicht verlängert.
Im August 2005 unterzeichnete Smirnow einen Vertrag beim Superligisten und amtierenden IIHF-European-Champions-Cup-Sieger HK Awangard Omsk. Dort empfahl er sich über Einsätze in der zweiten Mannschaft für die Superliga und feierte am Saisonende die russische Vizemeisterschaft mit Omsk. Trotz des Erfolgs wagte der Russe im Sommer 2006 noch einmal den Sprung nach Nordamerika und absolvierte die Spielzeit 2006/07 bei den Long Beach Ice Dogs aus der ECHL. Mit 31 Punkten aus lediglich 38 Partien wusste er dort durchaus zu überzeugen, konnte aber das Verpassen der Playoff-Qualifikation nicht verhindern. Im Sommer 2007 kehrte Smirnow erneut in sein Heimatland zurück. Dort spielte er zunächst für Witjas Tschechow in der Superliga und Krylja Sowetow Moskau in der Wysschaja Liga, kam aber in der Summe nur zu 17 Einsätzen für beide Klubs. Zum Saisonende hin wechselte er erneut das Team und schloss sich Chimik Woskressensk an, mit denen er die Meisterschaft der Wysschaja Liga feiern konnte.
Aufgrund des Rückzugs von Awtomobilist Jekaterinburg aus der neu gegründeten Kontinentalen Hockey-Liga nahm Chimik den freigewordenen Startplatz im Herbst 2008 kurzfristig ein. Das Team konnte sich aber kaum mit der Konkurrenz messen und wurde knapp hinter Witjas Tschechow abgeschlagen Letzter der Meisterschaft. Smirnow war mit 15 Treffern bester Torschütze des Teams und mit 22 Punkten zweitbester Scorer hinter Sergei Lutschinkin. Obwohl Chimik im Sommer 2009 Insolvenz anmeldete und sich aus der KHL zurückzog, blieb der Center dem Team treu. Bis zum Saisonende 2009/10 spielte er für Chimik in der zweitklassigen Wysschaja Liga. Zur Saison 2010/11 unterzeichnete Smirnow einen Kontrakt bei Toros Neftekamsk in der Wysschaja Hockey-Liga. Zudem kam er beim THK Twer in der dritten Spielklasse zum Einsatz. Weitere Stationen in den unterklassigen russischen Ligen waren der HK Buran Woronesch, Gasowik Tjumen und Juschny Ural Orsk sowie der HK Almaty aus Kasachstan und der HK Schachzjor Salihorsk aus Belarus.
Im Jahr 2015 beendete er seine Karriere, nachdem er mit Schachzjor Salihorsk die Belarussische Meisterschaft gewonnen hatte.

## Erfolge und Auszeichnungen
- 2006 Russischer Vizemeister mit dem HK Awangard Omsk
- 2008 Wysschaja-Liga-Meister mit Chimik Woskressensk
- 2015 Belarussischer Meister mit dem HK Schachzjor Salihorsk

### International
- 2000 Silbermedaille bei der U18-Junioren-Weltmeisterschaft

## Karrierestatistik

### International
Vertrat Russland bei:
- U18-Junioren-Weltmeisterschaft 1999
- U18-Junioren-Weltmeisterschaft 2000

(Legende zur Spielerstatistik: Sp oder GP = absolvierte Spiele; T oder G = erzielte Tore; V oder A = erzielte Assists; Pkt oder Pts = erzielte Scorerpunkte; SM oder PIM = erhaltene Strafminuten; +/− = Plus/Minus-Bilanz; PP = erzielte Überzahltore; SH = erzielte Unterzahltore; GW = erzielte Siegtore; 1 Play-downs/Relegation; Kursiv: Statistik nicht vollständig)